# اللبوه
اللبوه (به عربی: اللبوه) یک منطقهٔ مسکونی در لبنان است که در شهرستان بعلبک واقع شده است.